# Herb Granicy
Herb Granicy – historyczny herb dawnego miasta Granica. Herb przedstawia konia kroczącego w prawo (herb Wielopolskich).
Granica posiadała prawa miejskie w latach 1735-1869, później została włączona do wsi Gniewoszów w województwie mazowieckim w powiecie kozienickim.